# Sven Lamme
Sven Lamme (17 juli 1980) is een Nederlands ruimtelijk ontwerper en kunstenaar uit Hilversum.
Na zijn middelbareschooltijd op het ATC volgde Lamme van 1997 tot 2000 de opleiding Grafische Vormgeving aan de Junior Academie in Amsterdam met Art direction als specialisatie. In 2005 studeerde hij af aan de opleiding 3D Design aan de HKU in Utrecht.  Daarna startte hij met zijn studiegenoot Niels Kerkkamp een ontwerpburo voor toegepaste kunst in openbare ruimte, interieurs, meubels en projectdesign.  Sven Lamme werkt voor particulieren, maar ook voor organisaties als het Goois Natuurreservaat en Staatsbosbeheer.
Vanuit zijn grafische achtergrond voegt hij vaak afbeeldingen samen om een verhaal uit te beelden.  Als meubelmaker ontwierp hij stalen en houten constructies. Zo is een houten barbecue onderdeel van zijn serie 'Brandhout'. De brandbare houten barbecue is bedoeld om de gebruiker na te laten denken over duurzaamheid, functionaliteit, waarde en vergankelijkheid. Zijn stoelontwerp 'Torus' bestaat uit een wiskundige cirkel die rond een grotere cirkel draait. Zijn object 1000 Chairs bestaat uit een aantal stoelmodellen van bekende ontwerpers die zijn samengevoegd tot één stoel. Verder maakte hij een stellingkast met grafische print, waar geen schroef of lijm aan te pas komt.
| Jaar | Kunstwerk                  | Omschrijving | Locatie              | Materiaal                    | Afbeelding |
| ---- | -------------------------- | --- | -------------------- | ---------------------------- | ---------- |
| 2007 | Almeerse Punter            | Punters bevoeren de Zuiderzee voor de inpoldering. Een replica van een punter staat rond een boom, met de boom als mast. De boomhut van de Punter geeft het zeeniveau aan. | Almere               | multiplex                    |            |
| 2010 | Baken                      | Het zes meter hoge object kan worden betreden en biedt uitzicht over de rand van de stenen muur van de nieuwste ruïne van Nederland. De boei geeft perspectief maar waarschuwt ook voor fouten. | Almere               | staal                        |            |
| 2012 | Hekzit                     | Deze versie van het landhek heeft een zitje dat voortkomt uit de buis waaruit het hek is opgebouwd. | Balijbos, Zoetermeer | staal                        |            |
| 2012 | Hoge Zit                   | De Hoge Zit is een wenteltrap die eindigt op een liefdeszitje dat zich twee en een halve meter boven de grond bevindt. De rode kleur verwijst naar de kleur van de enorme watertanks naast de kassen die de Balij omringen. | de Balij, Zoetermeer | metaal en gerecycled plastic |            |
| 2012 | Zeezucht Zit               | Zeezucht is een landschap in het Balijbos dat golft als golven van de zee. Te midden van de golven is een kruispunt van drie paden omgeven door bomen. Het Balijbos ligt vijf meter onder NAP. Een reddingsboei verwijst naar het nieuwe landschap dat op de zeebodem is ontstaan. De rand van de boei doet dienst als zitplaats met uitzicht op de toppen van de omringende bomen. | de Balij, Zoetermeer |                              |            |
| 2014 | Zitschans                  | Bij het Friese Frieschepalen is een deel van de oude Vriesepaelenschans, op de provinciegrens tussen Frieschepalen en Marum, die tijdens de Tachtigjarige Oorlog is aangelegd weer in het landschap teruggebracht. Sven Lamme ontwierp een schaalmodel van de schans waar ook op gezeten kan worden. De zitschans staat achter de muren. De zes speren die uit het zitobject steken verwijzen naar de geschiedenis van deze plek. Doordat de speren boven de muren uitsteken is het object van ver te zien.                                                  | Frieschepalen        | cortenstaal                  |            |
| 2014 | Bankje Zonnestraal         | Het landschap rondom Sanatorium Zonnestraal werd rond 2014 teruggebracht naar de tijd van de bouw. Het hout van de daarbij gekapte bomen werd gebruikt voor de stoelen van de parkbanken. Er zijn twee uitvoeringen. Rondom de Duiker paviljoens staan de Duiker bankjes. De Villabank heeft een meer victoriaanse stijl. | Hilversum            | hout/beton                   |            |
| 2016 | MH17-Monument in Hilversum | 15 Zonnebloemen vormen het gedenkteken voor de ramp met de MH17. De zonnebloemen zijn een verwijzing naar het veld in Oekraïne waar het vliegtuig is neergestort. Op het bankje bij het monument de namen van de 15 Hilversumse slachtoffers. | Dudokpark, Hilversum |                              |            |
| 2020 | Polar Bear                 | Het monument herinnert aan de bevrijding van Hilversum op 7 mei 1945. Bij de intocht vanuit Utrecht van dertig verkenners van de Britse 49e Infanterie Divisie - bijgenaamd Polar Bears - stonden die dag duizenden Hilversumers te wachten bij Gooiland. Het monument bestaat uit een witmarmeren beer op een hardstenen sokkel in de vorm van de letter V. De V stond in de oorlog voor 'victory' maar bij het beeld voor 'Vrijheid'. De Polar Bear staat met opengesperde bek en opgeheven hoofd om fierheid, strijdvaardigheid en kracht uit te stralen. |                      | marmer                       |            |

## Tentoonstellingen (selectie)
- 2012 - Huis van Oranje - Dutch design, Oranienbaum, Duitsland
- 2011 - New Olds exhibits the 1000 Chairs; Design Museum Holon, Holon (Israël)
- 2010 - Puur presents the Aluminum Stool;  Salone del Mobile, Milaan
- 2009 - Via Milano New Dutch design;  Rai woonbeurs, Amsterdam
- 2007 - Lift-Off Living; Dutch Design Week, Eindhoven
- 2005 - Best Graduation work HKU - Toren van Babel, Utrecht